# Paul Nordin
Paul Nordin (* 20. Dezember 1957 in Toledo, Ohio) ist ein US-amerikanischer Kameramann.

## Leben und Karriere
Der in Toledo, im Bundesstaat Ohio, geborene Paul Nordin produziert mit seiner 1998 gegründeten Filmfirma EMB Films Werbespots, Imagefilme, Musikvideos und Dokumentationen, für die er mit seinem Team zahlreiche Preise gewonnen hat. Als Kameramann für Filme mit Spielfilmlänge ist er seit 2008 tätig. Im Jahre 2010 betreute er als Kameramann für Regisseur Rene Perez den Independentfilm Django vs Zombies mit Camille Montgomery in der weiblichen Hauptrolle. 2013 arbeitete er mit dem Regisseur Sam Hancock an dessen Drama Being Us. Für Bidisha Chowdhurys Thriller Adaline – Die Beschwörung lieferte er 2015 die bewegten Bilder. Im Jahre 2017 arbeitete er erneut unter der Regie von Sam Hancock, dieses Mal an dessen Mystery-Drama August Falls in der Besetzung Fairuza Balk und Alanna Ubach. Für das Werk der Regisseurin Saila Kariats, dem Mystery-Drama The Valley, wurde er 2017 mit dem Festival Award beim Berlin International Filmmaker Festival für die Beste Kameraarbeit geehrt.
Neben seiner Beschäftigung als preisgekrönter Kameramann für den Film, lehrt er als Experte für Luftbildkameras auch Kinematographie für eine globale Drohnenvideofirma.

## Auszeichnungen
Festival Award
- Auszeichnung beim International Filmmaker Festival of World Cinema, Berlin – in der Kategorie Best Cinematography in a Feature Film für The Valley

## Filmografie (Auswahl)

### Filme
- 2008: Beatific Vision
- 2008: My Grief Is My Own
- 2008: Circulation
- 2008: Ryan and Sean’s Not So Excellent Adventure
- 2010: War Machine
- 2010: Friends and Lovers
- 2010: Django vs Zombies (The Dead and the Damned)
- 2012: Obsidian Hearts
- 2013: Being Us
- 2015: Adaline – Die Beschwörung (Adaline)
- 2017: The Valley
- 2017: August Falls
- 2018: After Ever After

### Kurzfilme
- 2006: 4u
- 2007: A Wilderness in Your Heart
- 2008: Little Mutinies
- 2009: The Sublet
- 2009: I Lie Pretty
- 2010: Pintauro Road
- 2011: Recipe for Love
- 2011: Pool Pirates
- 2012: Kiddy Kiddy Bang Bang
- 2018: Life and the Lady